# Hattie Dalton
Hattie Dalton és una cineasta australiana que va guanyar un premi BAFTA al millor curtmetratge d'imatge real per la seva pel·lícula de 2004 The Banker, protagonitzada per Michael Sheen. També va dirigir el llargmetratge de 2010 Third Star protagonitzada per Benedict Cumberbatch.

## Biografia
Va començar la seva carrera en el periodisme televisiu, després va treballar durant deu anys com a editora de cinema. El seu primer curt, Sick, es va fer l'any 2004.

## The Banker
The Banker és una pel·lícula d'acció en viu del 2004 que va guanyar el BAFTA al millor curtmetratge. Va ser escrit i dirigit per Dalton i protagonitzat per Michael Sheen com un científic enamorat que treballava en un banc d'esperma.
La pel·lícula va ser realitzada per la companyia Memory Box Films de Dalton i produïda per Kelly Broad. Després que l'Australian Film Commission es negués a finançar la pel·lícula, dient que el guió "no tenia ressò", Dalton i Broad van recaptar ells mateixos el pressupost de 35.860 dòlars, incloses les donacions de la família, l'estrella Sheen i la productora executiva Trudie Styler. El dissenyador de producció era l'artista de Sydney Jason Synott i el tema principal era de Doug Christian.
AA més de la victòria del BAFTA, va ser nominada com a millor curtmetratge al Festival Internacional de Cinema de Chicago de 2005 i va ocupar el tercer lloc al premi TCM al Festival de Cinema de Londres de 2005.

## One of these Days
Dalton va dirigir un altre curt, One of these Days (2009), protagonitzat per Derek Jacobi. Va ser realitzat per la seva empresa Memory Box Films per a BBC Films, amb finançament addicional de la companyia cinematogràfica d'Elton John, Rocket Pictures. Va guanyar el millor curtmetratge al XLII Festival Internacional de Cinema Fantàstic de Catalunya.

## Third Star
El seu primer llargmetratge va ser Third Star (2010) protagonitzat per Benedict Cumberbatch.